# Imperium Galactica II: Alliances
Imperium Galactica II: Alliances (рус. Империум Галактика II: Союзы) — компьютерная игра в жанре стратегия в реальном времени, созданная венгерской компанией Digital Reality и выпущенная в продажу компанией GT Interactive 10 апреля 2000 года. Игра является продолжением Imperium Galactica.

## Обзор
В духе глобальных стратегий игра предоставляет полный контроль над империей с самого начала игры. Всё действие происходит в реальном времени на двумерной плоскости галактической карты (хоть её и можно вращать в трёх измерениях) из нескольких десятков звёздных систем, в каждой из которых есть по одной планете, подходящей для заселения. Каждая планета характеризуется приспособленностью к той или иной расе (от 50% до 150% эффективности прироста населения) и эффективности производства (от 50% до 300%). События протекают в ускоренном времени, скоростью протекания которого может управлять игрок, регулируя от "медленного" режима (примерно один игровой день за две секунды) до "быстрого" (за минуту можно "промотать" пару лет); можно также остановить время для "мгновенного" распределения группы действий. Когда начинается бой, основная игра приостанавливается, и вид переходит на корабли флота. В отличие от предшественницы, эта игра не позволяет прямое управление истребителями/бомбардировщиками. Взамен в интерфейс была добавлена шкала, позволяющая устанавливать «поведение» малых кораблей - от нападения до обороны. Также при вторжении на планету бой вначале происходит в космосе, где нападающей стороне необходимо уничтожить всю орбитальную и наземную оборону, прежде чем высаживать штурмовые танки. Танки — единственный тип планетарной техники в игре. Они варьируются от лёгких колёсных до тяжёлых гусеничных и летающих. Правда, возможно применение кораблей и/или истребителей, находящихся во время боя на орбите планеты, для точечного обстрела укреплённых районов). Для полной победы нападающий должен уничтожить все танки обороны и все укрепления врага.
Флагманы как тип корабля были удалены из игры. Истребители/бомбардировщики теперь могут самостоятельно, хотя и медленно, перемещаться в межзвёздном пространстве. Большие корабли варьируются от слабых эсминцев до почти непобедимых линкоров. Как и в первой игре, игрок может самостоятельно устанавливать вооружение при дизайне кораблей. Была добавлена система торговли. При продаже корабля какой-то из рас он автоматически выходит на рынок сбыта, где его может приобрести кто-либо другой. Это может быть выгодно для цивилизации с плохо развитой судостроительной промышленностью, но отличной экономикой.
Агентурная сеть игры остаётся на высоте — к игроку периодически нанимаются шпионы различных квалификаций. Этих шпионов можно использовать для разведки, контрразведки, кражи, саботажа и других спецзаданий. Но каждый раз, когда игрок посылает шпиона врагу, следует опасаться, что враг его разоблачит или перекупит, сделав двойным агентом. Для этого у игрока всегда есть выбор «убрать» шпиона.
Меню дипломатии также хорошо отработано. У игрока масса выборов по отношению к другим расам: просто поговорить, подписать договор, объявить войну и т. п. Следует помнить, что компьютерные игроки довольно злопамятны. Они не будут доверять игроку однажды их (и не только их) предавшему.
С версии 1.06, в игре есть режим Skirmish.

## Сюжет
Сюжет игры не совсем линейный. Вместо этого, каждая кампания является отдельным сценарием, сталкивающим одну империю с другой. Игроку даётся выбор из трёх основных рас: империя Кра’хен, республика Шинари и Соларианская Федерация (люди). Кампания затем постепенно предоставляет игроку различные динамичные задачи, необходимые для победы. Либо можно победить, уничтожив все другие расы.
- Кампания Кра’хен: Ваша жестокая кровожадная раса любит собирать головы поверженных врагов. Ваша задача, как императора — сделать всё возможное для ублажения Вашего Богоимператора. Его приказ — уничтожить всё живое в этой галактике!
- Кампания Солариан: существует легенда о четырёх разбросанных Вашими предками по галактике «слезах» (информационных носителях), которые могут сделать человеческую расу неуязвимой. Вы представляете людей далёкого будущего, и Соларианская Федерация должна вернуть эти «слёзы» путём дипломатии, торговли и войны.
- Кампания Шинари: как самая слабая раса, республика Шинари предпочитает использовать шпионаж и торговлю для обретения преимущества. При встрече с Кра’хен Вы должны помочь Соларианам объединить все разумные расы галактики против этой новой угрозы. Но после победы над Кра’хен Вы отказываетесь от предложения галактического союза, ибо «война хороша для прибыли». Вместо этого Вы должны каким-то образом реанимировать сумасшедшего Соларианского императора Кайлерона, чьи радикальные взгляды на всё бросят галактику обратно в пучину войны.

## Фракции
В игре восемь уникальных рас, каждая из которых имеет собственные преимущества и недостатки в военном деле, технологиях, дипломатии и экономики.
В многопользовательской игре игрок может выбрать любую из фракций: Солнечная Федерация, империя Кра’хен, республика Шинари, Антарийская империя, Иберонская империя, империя Чеблон, королевство Годан, и Толуенская империя. В однопользовательских сценариях игроку не предоставляется выбора фракции, вместо этого используется заданное сценарием распределение.

### Солнечная Федерация
Наиболее близкие к нашему "древнему" прототипу хомо сапиенс, представляют собой любознательную расу космических исследователей.
Особенности:
- + все исследования протекают на 30% быстрее и дешевле
- + могут изобрести парализирующее оружие.

### Империя Кра’хен
Кровожадные, беспощадные воины, всю свою жизнь посвящающие служению Богу-Императору. Они из тех, кто не берёт пленных!
Особенности:
- + постройка техники на 30% дешевле, в том числе и гражданских кораблей
- = не пользуются дипломатией и шпионами, неуязвимы для вражеских шпионов
- + все планеты имеют 25% бонус к скорости производства
- - но исследования протекают на 20% медленней
- - их корабли неспособны оборудоваться гравитационными и отражательными (дефлекторными) щитами.
- - не доступна торговля
- + могут изобрести деструктор - самое мощное оружие, уничтожающее сразу несколько любых кораблей.

### Республика Шинари
Слабые в боевом плане, Шинари - раса дипломатов. И, конечно же, шпионов.
Особенности:
- + удвоенный шанс успешности выполнения задачи шпионами
- + двойные поступления от торговли, начинают игру с торговым центром и торговым портом;
- - у их кораблей нет торпед и мезонных пушек
- + могут изобрести парализаторы и манипуляторы

### Антарийская империя
Эта раса "летающих тарелок" - те самые "инопланетяне", которых мы привыкли видеть в комиксах и фильмах. Предпочитают крепкую броню мощному оружию. Самые быстрые из всех рас!
Особенности:
- + все корабли (кроме истребителей, конечно) имеют бонусные две единицы скорости
- + большие корабли имеют бонусный слот для низкоуровневого щита
- + радиус радара больше обычного

### Иберонская империя
Практичная трудолюбивая раса зеленокожих гуманоидов.
Особенности:
- + все здания, включая центральный блок колонии, строятся в два раза быстрее
- + корабль-колонизатор на 25% дешевле и строится на 50% быстрее
- - не могут использовать отражающие (дефлекторные) щиты.Их корабли самые мощные по вооружению.
- + могут изобрести деструктор - самое мощное оружие, уничтожающее сразу несколько любых кораблей.

### Империя Чеблон
Эта раса - нечто среднее между Шинари и Иберонцами.
Особенности:
- + имеют информацию о ресурсах планет без запуска спутника
- + корабль-колонизатор на 25% дешевле и строится на 50% быстрее
- + имеют поблажки в дипломатии
- + могут изобрести манипуляторы

### Королевство Годан
Любители жечь лазерами преграды на своём пути, эти существа весьма неприхотливы, благодаря чему хорошо размножаются в любых условиях.
Особенности:
- + все колонизируемые ими планеты имеют 150% эффективность прироста населения колоний
- = на их кораблях больше лазеров, меньше пушек
- + большие корабли имеют бонусный слот для низкоуровневого щита
- + могут изобрести парализаторы

### Толуенская империя
Фактически, это не гуманоидная раса. Зато хорошо размножаются и фанатеют от взрывов.
Особенности:
- + имеют 30% бонус к эффективному приросту населения колоний (т. е. после терраформинга имеют 180% роста населения)
- + корабли имеют бонусный слот для перевозки бомб
- + могут изобрести деструктор - самое мощное оружие, уничтожающее сразу несколько любых кораблей.

## Игровой процесс

### Экономика, демография, развитие
Основа бюджета - налоги с населения. Игрок может балансировать налог с населения для каждой планеты в отдельности, от полного освобождения от налогообложения, до просто грабительских налогов. Вторым источником денег являются банки и торговые центры. Имеющиеся деньги распределяются на исследования, постройку кораблей и танков, постройку зданий.
Чем больше населения - тем больше налогообложение соберёт при той же ставке налога. На численность населения влияют: величина налогообложения; наличие места для проживания (домов); достаток еды; доступность больниц; криминальная обстановка (полицейские участки); наличие пожарной службы, наличие развлекательных зданий.

### Исследования
Одновременно можно вести только одно исследование. Однажды начатое, исследование будет постоянно потреблять средства с вашего бюджета, приостанавливаясь, когда в вашем бюджете не окажется средств. Можно приостановить текущее исследование, и начать заниматься другим, при этом прогресс в предыдущем изучении сохраняется.
Все исследования делятся на три категории:
- Корабельные технологии

Для этих исследований вам требуется построить достаточное количество корабельных лабораторий. Исследования в этой области позволят вам: строить более крупные и мощные корабли; вооружать их более смертоносными видами вооружения; делать их защитные системы более эффективными; увеличивать скорость ваших кораблей; устанавливать более дальнобойные сканеры космоса и т. п.
- Строительные технологии

Требуют наличия строительных лабораторий. В этом разделе изучаются более эффективные дома, фабрики-кухни, строительные верфи, развлекательные здания (такие, как санатории, стадионы), более мощные электростанции, обеспечивающие здания вашей колонии энергией, без которой они не будут работать; ну и, наконец, оборонительные здания: от планетарных пушек, обстреливающих вражеский флот перед высадкой десанта, до различных фортов - укреплённых зданий для уничтожения уже высаженных танков противника.
- Танковые технологии

Для их изучения нужны танковые лаборатории. Здесь изучатся различные технологии танковых корпусов и разнообразные модули для расширения боевых способностей.
Следует заметить, что технологии имеют перекрёстные зависимости. Например, вы не можете изучить лазерную пушку для танка, пока не изучите лучевой лазер для кораблей; а после изучения этой танковой башни, вам откроется изучение лазерного форта для защиты колонии.

### Производство
Все производственные мощности делятся на две категории: корабельные верфи для производства кораблей, истребителей и космобаз (орбитальные крепости), и танковые заводы для производства танков, в том числе минёров.
На одной планете можно построить любое количество верфей и заводов, но каждый из них "потребляет" определённое количество рабочей силы (населения). Если на планете создаётся нехватка рабочей силы, то одно или несколько зданий перестают функционировать, пока недостаток не будет устранён. Приоритет "отключения" зданий следующий: сначала перестают работать вспомогательные здания: шпионские центры, банки, космопорт, развлекательные здания; если их нет или недостаток рабочих по-прежнему не устранён, перестают работать строительные заводы. Следующими за ними отключатся лаборатории. Если всё ещё сказывается недостаток людей, перестают работать оборонные комплексы: планетарные пушки, форты. И только затем будут отказывать в работе гражданские здания инфраструктуры города: фабрики-кухни, полицейские участки, пожарные депо и т. д.
Несмотря на то, что на планете может быть несколько корпусов одного направления, например, обычная верфь и две продвинутых, эта планета может одновременно строить только одно задание: все производственные мощности по одному направлению складываются. Таким образом, постройка дополнительных мощностей лишь повышает скорость постройки.
Производственная мощность одной корабельной верфи или танкового завода зависит от производственной эффективности планеты, на которой она построена. Поэтому планеты, фактически, можно делать на "гражданские" - где производством заниматься неэффективно, и лучше там строить только лаборатории, и "военные базы", где наоборот, лабораториям следует предпочесть верфи и заводы.
У игрока есть возможность перенаправлять произведённые корабли автоматически на другую планету - для этого достаточно, выделив одну планету, щёлкнуть правой кнопкой по другой. Отныне все корабли, сразу после постройки, будут своим ходом лететь к указанной планете. Таким образом можно собирать боевую рать со всех уголков своей империи в один флот без вмешательства по мере постройки.
Если у вас на орбите планеты, строящей танки, есть космический флот - вы можете установить переключатель, чтобы танки сразу перенаправлялись после постройки на корабли.

### Дипломатия, шпионаж
По мере того, как вам встречается та или иная фракция (обнаруживаете их планету, флот, словите шпиона и т. д.), у вас появляется возможность взаимодействия с ними. На экране дипломатии появляется "представитель", через которого вы можете:
- "поговорить на тему взаимоотношений", пожаловаться на их шпионов в вашей империи, оскорбить, угрожать (словесно)
- договориться официально оформить пакт о ненападении, объявить войну, либо перемирие, попробовать объявить вместе с ними войну другой фракции и т. п.
- попробовать обменять одно из известных вам и не известных им изобретений, планету, деньги или информацию о той или иной фракции на что-нибудь из того же набора
- потребовать что-нибудь из этих же ценностей даром

Следует заметить, что при нападении на планету или флот фракции, с которой вы состояли в нейтралитете, автоматически объявляется вами война с этой фракцией и всеми её союзниками (т. е. с теми, с кем она заключила соответствующий договор). Все объявления войн сразу же становятся известными всем фракциям, в отличие от договоров о перемирии или заключении союза.
Другой инструмент воздействия - шпионская сеть. Изначально вы можете иметь одного шпиона. Для того, чтобы нанять ещё одного, вы должны построить на какой-нибудь планете шпионский центр. Следует заметить, что шпионы подготавливаются через неопределённые промежутки времени, разного уровня и, соответственно, с различной ценой найма. Отказавшись от найма одного шпиона, вы не знаете, сколько времени пройдёт до предложения о найме следующего - неделя, месяц... или год? Кстати, есть уникальная раса "полиморфы" - они всегда предлагают своих шпионов бесплатно.
У каждого шпиона есть раса, имя, и несколько параметров:
- Уровень - по мере выполнения заданий, шпион получает опыт (за проваленные тоже, но меньше). При достижении нового уровня, вы можете распределить три балла на повышение одного из параметров шпиона, описанных ниже. Кроме того, некоторые задания, такие как саботаж например, требуют определённого уровня шпиона, до которого они недоступны.
- Навык внедрения - чем он выше, тем успешнее будут действия шпиона на территории противника. Важен для шпионов, которых вы собираетесь посылать добывать данные о противнике, украсть технологию, саботировать здание и т. п.
- Навык контрразведки - чем он выше, тем успешнее этот агент борется со вражескими шпионами, срывая их коварные планы. При достаточно высоком навыке и некотором везении, ваш шпион может обнаружить вражеского. Важен для агентов, которым вы даёте задание на контрразведку - задание, которое они будут выполнять, пока их не отзовёте.
- Боевые качества - от них зависит, что произойдёт, если вы пошлёте агента на поиск и уничтожение вражеского шпиона, либо ваш шпион столкнётся со вражеским, а также в случае, если вашего шпиона разоблачат во время засылки к противнику. В лучшем случае ваш шпион выйдет победителем, если ему не повезёт - получит ранение и на время выйдет из строя. В худшем случае он погибнет, и вам потребуется искать ему замену...
- Лояльность - важный параметр для всех агентов, как работающих в контрразведке, так и к "боевикам". При недостаточной лояльности, вашего шпиона могут, при встрече (например, в случае разоблачения), переманить на сторону противника, либо он может согласиться стать двойным агентом - тогда он будет заметно чаще возвращаться с задания потерпев неудачу, "не замечать" вражеских шпионов, либо "сливать на сторону" получаемые разведданные. На случай, если вы подозреваете своего шпиона в том, что оно "продался", у вас есть возможность убить шпиона. Только не злоупотребляйте этой возможностью - массовые расстрелы не добавляют энтузиазма оставшимся в живых...

Задания, которые могут быть выданы вашим шпионам:
- тренировка - за определённую сумму вы можете повысить опыт агента без риска его потерять
- контрразведка - постоянный поиск шпионской деятельности на вашей территории
- добыча имперской информации - количество планет, сила космического флота, количество изученных технологий
- добыча планетарной информации - в случае новой, неизвестной ранее планеты, вы получите её координаты (она появится на карте), в случае уже известной - сведения о количестве населения и танковых войск на планете
- добыча известных технологий - позволяет, например, вести переговоры о передачи вам новой технологии, ещё не известной вам
- украсть деньги - часть бюджета чужой империи может быть похищена вашим шпионом. В случае, если украдут у вас - вы получаете соответствующее сообщение
- выкрасть технологию - если дипломатическим путём вы никак не можете заполучить нужную вам технологию, можете попробовать заслать шпиона для её добычи
- саботаж - делится на саботаж космического корабля (на выбор или случайного) и саботаж здания (планета и здание тоже на выбор или случайное). В случае успеха саботированная единица уничтожается
- попытка устроить революцию - в случае успеха, выбранная планета восстанет против существующего режима, и либо примкнёт к одной из фракций (например, вашей, но не обязательно - зависит в том числе от силы вашего шпиона), либо, не приняв флага ни одной державы, станут пиратами. При этом переворот достаточно бескровен - ни одно здание не разрушается. Таким образом можно, например, получить технологии постройки тех или иных зданий, присутствующих на отколовшейся планете.
- Охота на лидера - по сути, в случае успеха, приведёт к восстанию на одной или более планетах
- Охота на шпиона врага - попытка найти и уничтожить чужого агента.

Как видите, хорошо развитая агентурная сеть - мощное оружие, способное порой творить "чудеса"...

### Торговля
Надо признать, торговый аспект развит слабо. Всё, что вы произведёте - корабли, истребители, танки - можно продать. Однако, вы не можете устанавливать любую цену, которую захотите. В то же время, построив космопорт, вы можете покупать какую-либо продукцию там, по ценам как выше, так и ниже себестоимости, производимую воображаемыми продавцами (компьютерными). Купленная там техника не только может быть "чужеродной" (например, играя за Шинари, вы можете купить пару кораблей Антарианской расы), но к тому же их ещё и невозможно усовершенствовать (например, на купленный крейсер установить двигатель гипертяги 4-го уровня вместо стоявшего 3-го).
Соответственно, нет возможности договориться о поставках боевой техники с союзником, и единственное полезное применение торговой системы - попытаться купить корабль-колонизатор или терраформер (благо их не надо усовершенствовать) по цене ниже себестоимости (или просто для освобождения верфей под постройку боевых кораблей) либо срочно купить технику при наличии достаточных средств, но в условиях цейтнота или нехватки производственных мощностей.

### Боевая система
Для чего в игре нужна экономика? Разумеется, для производства мощной армии! В игре вся армия делится на танки (наземную боевую технику) и корабли (космический флот), который транспортирует танки к месту планетарных боёв. Другого способа перемещать танки с одной планеты на другую не существует. Таким образом, даже если у вас многократно более мощная танковая армада, вы не можете захватить всех без достаточно численного космофлота, способного транспортировать достаточное количество танков.
Один космический корабль (истребители, разумеется, не в счёт) способен транспортировать от одного до четырёх танков - в зависимости от класса (размеров), фракции (влияет на доступные варианты модулей, устанавливаемых на корабли) и установленных модулей (грузовой модуль позволяет транспортировать больше танков, но в тот же слот можно ставить боевое оборудование - вам решать, что нужнее в ваших условиях). В случае, если происходит космический бой флотилий с танками на борту - после боя остаётся столько танков, сколько способны вместить выжившие в бою корабли.
При разделении флота на два помельче вы также разделяете и танки - больше, чем есть мест для танков, вы не сможете передать в отделяемое крыло. Также вы не можете продать часть кораблей флота, если оставшееся число кораблей не способно вместить имеющиеся танки - продайте сначала их, или спустите излишек на планету.

#### Космический бой
С первого взгляда кажется что это самая интересная часть игры - увы далеко нет, даже по сравнению с первой частью. 
Корабли можно выделять рамкой, но при подлёте к общей цели они начнут мешаться друг другу, пока противник будет методично обстреливать их, для управления истребителями (к слову весьма неудобно) нужно отказаться от выделения всех своих кораблей (и потерять возможность видеть их "лайфбары" одновременно) тогда в маленьком окошке суммарной статистики (левый нижний угол) вы сможете передвинуть ползунок атака-защита в нужную вам сторону. К тому же истребители разных сторон конфликта начинают с разных сторон и должны пролететь навстречу друг другу через "коридор смерти" из кораблей вашей и противной сторон, атакуют истребители всегда случайный корабль противника, а корабли (обеих сторон) довольно часто мажут мимо цели (часто видел как лазерный залп пролетал "подмышкой" у оппонента), однако тактически можно поиграть вплоть до того что лишь немного превосходя противника в огневой мощи (или равняясь ему) уйти с минимальными потерями или вообще без них - но последнее удастся скорее под занавес игры, когда у вас будут парализаторы или манипуляторы (или и то и другое)

#### Планетарный бой
Вот эта часть игры куда как интереснее - вы деретесь не на абстрактном поле боя а прямо там где строился противник (или вы - если вы отстаиваете свою планету) , а это значит, что защищающая сторона должна выехать из "города" по "улицам" вам навстречу если она не хочет терять свои здания (в игре есть мультиплеер - так что это ценное тактическое замечание), с увеличением технологических возможностей техника сможет взбираться на ранее ей недоступные горы и увеличится радиус её действия, что также следует использовать в своих интересах - например, загнать дальнобойную часть гарнизона на холмик доступный одному-двум видам танкового шасси и пользоваться их дальнобойностью с учётом бонуса за высоту (сверху стреляют дальше). Или атакуя планету, и зная что вынести противника "ногами вперед" вы за первый раз не сможете - при перевесе в технике расставьте технику так чтобы противник не мог вас вдарить кучей на одного, а вы сами могли это сделать: например поставить по паре-четвёрке танков на выездах между зданиями так что выезжающее попадало под огонь сразу нескольких танков. Или имея танков меньше чем противник - нещадно молотить по зданиям концентрируя огонь на электростанциях и\или заводах (полезно бывает разрушить разведкорпус - противник почти гарантированно потеряет одного агента, тогда как снизить уровень энергообеспечения до неприемлемо малого уровня может оказаться трудной задачей: слишком много АЭС (или аналогов) нужно разрушить - а это лишний шанс нарваться на врага) или если вам повезет и Центр колонии противника находится с краю колонии и незащищен фортами - разбить его: пока противник не отстроит его планета ничегошеньки не произведет и не исследует - и мораль падает ощутимо, а отстраивается это здание около полутора игровых лет. Ещё одно замечание коснется обоих боев - если планета была защищена и на орбите, и на поверхности, то защищая её и уничтожая большие корабли вперед меньших вы тем самым уменьшаете десант который эти корабли несут на себе (чем больше корабль тем больше у него опций и больше танков в него влезет) чем больше - тем вам лучше, то же верно при нападении вами - чем больше "эсминцев" (и тяжелее) вы сохраните тем массивнее будет десант, иногда стоит оставить одно-два места в трюмах кораблей свободными - принимается что, погибшие корабли шли порожняком если их количество не превзойдет лимит предположенный вами. При битве на своей планете не забудьте построить заранее пожарную часть - прямо во время боя она будет чинить ваши форты с весьма неплохой скоростью - вплоть до того что форт вынесет один атаку вчетверо большей армии противника - для обеспечения этого старайтесь при строительстве окружать форты одним рядом зданий по периметру - танки противника не смогут подъехать большой кучей и задавить массой, в то же время если эти здания имеют небольшой размер, то безнаказанно их разрушить противник тоже не сможет - дальность действия ракетного форта весьма велика - а это самый первый доступный форт с начала игры (если вы не в скирмише и не задали наисложнейший режим игры - он будет у вас сразу изучен и готов к постройке).
И кстати, ещё одно общее замечание - вся техника участвующая в боях, развивается. При этом увеличивается точность (реже бьёт мимо цели), скорость, маневренность(быстрее поворачивает башню на врага), скорострельность, возможно что мощность и дальность тоже.

#### Недостатки игры
Найти недостатки у этой игры задача сложная, учитывая её сугубо нишевую направленность ( стратегия до "мозга костей" ) .Разве что имея в наличии первую версию и сравнивая их между собой можно заметить некоторое упрощение : 3 НИИ вместо 5 , отсутствие 3-о класса кораблей (полное к сожалению) , заметный уклон в сторону динамики: в кампании, как и в одиночных сценах вам не дадут скучать - события происходят слишком часто - едва выполнив одно получаете другое в противоположном конце "галактики" вы туда просто физически не успеете долететь к сроку. Для вдумчивой стратегии это скорее минус. Банальность сюжета тоже не добавляет игре очков ( три кампании: всё убить/ всё украсть - этого много и у конкурентов, интересна лишь человеческая кампания ). Есть недостатки в балансе: истребители невыгодно производить относительно их огневой мощи (выгоднее даже просто эсминцы, не говоря уже про линкоры), количество хитпойнтов истребителей ничего не значит (сбиваются всегда с первого попадания); космические станции слабы и так же как истребители невыгодны; планетарная защита против космического флота (наземные пушки) опять же невыгодны (слабая огневая мощь, низкая живучесть, требуют людских ресурсов). Дипломатия с AI не проработана - компьютерные противники часто соглашаются безвозмездно передавать технологии; легко случайным образом объявляют войну и тяжело соглашаются на союз. Чисто технически - претензий очень мало - качественно оформленный продукт шёл в уже готовую нишу, революций не предвиделось и не произошло. Игра оправдала в основной массе ожидания фанатов серии.

## Совместимость
Для игры на Windows XP, игра должна быть улучшена по крайней мере до версии 1.08. Существует также неофициальный патч 1.14, основанный на 1.08. Он меняет местами дизайн перехватчика и тяжёлого истребителя, переименовывает империю Толуен и заменяет IRC-сервер по умолчанию на новый, ныне действующий. Других изменений он не содержит.
В январе 2017 года была выпущена Steam-версия игры, адаптированная под запуск на современных системах. Добавлена поддержка широкоэкранных разрешений. Добавлена поддержка Linux и SteamOS.

## Оценки
| Сводный рейтинг | Сводный рейтинг |
| Агрегатор       | Оценка          |
| --------------- | --------------- |
| GameRankings    | 78,08 %         |

## Интересные факты
- Следующей игрой в серии должна была быть «Imperium Galactica III: Genesis», но вскоре после начала разработок, компания Digital Reality лишилась прав на название игры и принялась за разработку новой космической стратегии под названием Haegemonia: Legions of iron. В конце концов, Mithis Entertainment, которой было передано право на доработку, довела Imperium Galactica III до ума, после чего та вышла под названием «Nexus: The Jupiter Incident», имея мало общего с первоначальной идеей.